# جواز سفر تركي
جواز السفر التركي يتم إصداره منذ 15 يوليو,1950 للمواطنين الأتراك بغرض السفر خارج تركيا. جواز السفر يتم إصداره من الشرطة التركية. جوازات السفر التي أصدرت منذ 1 يونيو,2010, هي جوازات سفر إلكترونية وتكون صالحة لغاية 10 سنين من تاريخ الإصدار.

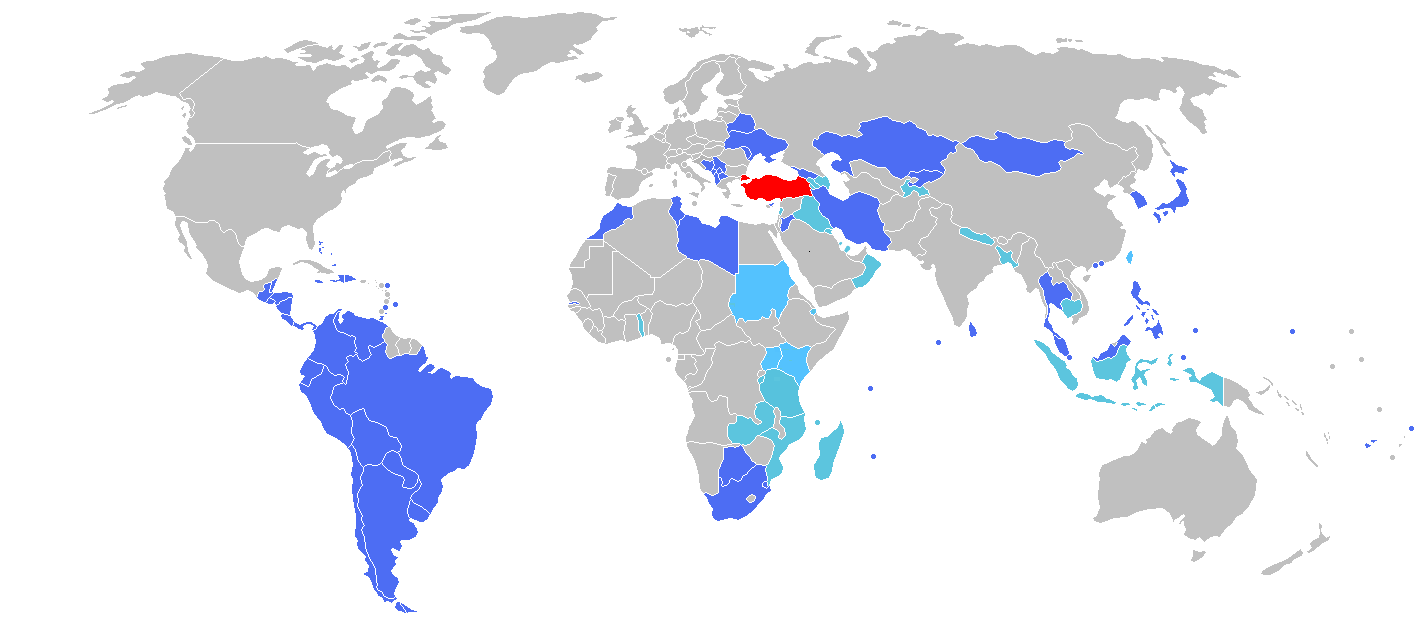
صفحة من جواز السفر الإلكتروني التركي
جمهورية تركيا
دخول دون تأشيرة
إصدار تأشيرة عند الوصول
تأشيرة مطلوبة قبل الوصول

## معرض صور

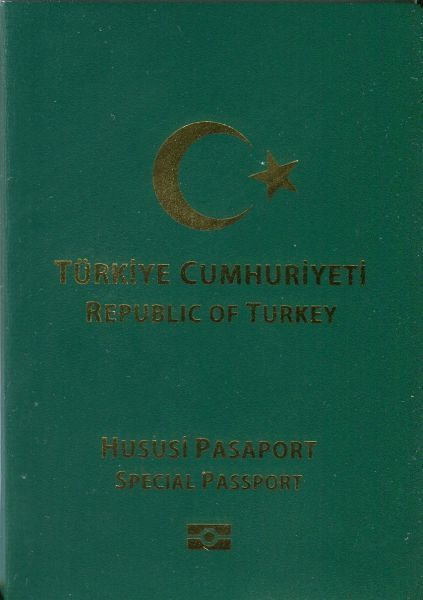
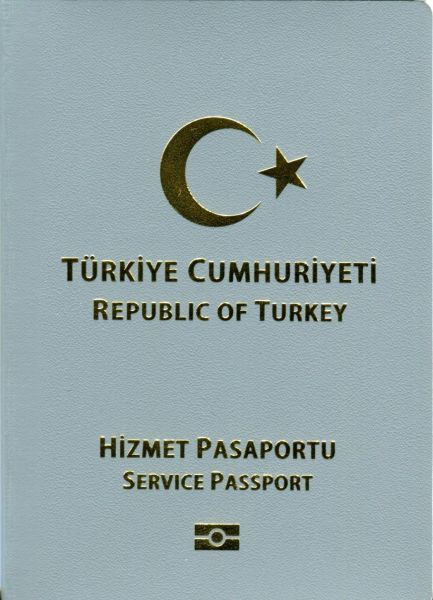
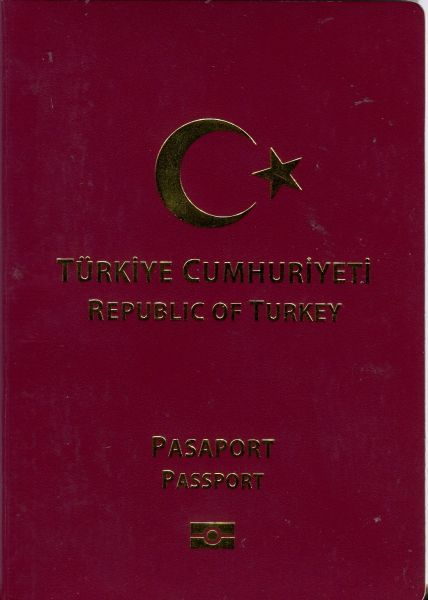
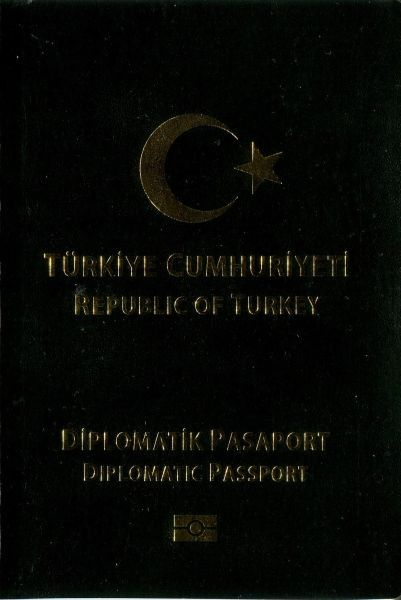

## اقرأ أيضا
- جواز السفر الألماني